# Chalcis rufigaster
Chalcis rufigaster är en stekelart som beskrevs av Masi 1924. Chalcis rufigaster ingår i släktet Chalcis och familjen bredlårsteklar.
Artens utbredningsområde är Iran. Inga underarter finns listade i Catalogue of Life.